# Malaxideae
Malaxideae Lindl., 1826 è una tribù di Orchidaceae della sottofamiglia Epidendroideae.

## Descrizione
Comprende numerose specie di orchidee epifite, litofite e terricole, dotate per lo più di pseudobulbi (assenti in alcune specie), con fiori che portano da due a quattro pollinii, con retinacoli nudi, ossia senza borsicole.

## Distribuzione e habitat
Le specie di questa sottotribù sono prevalentemente distribuite nella zona tropicale di Asia e Australasia (arcipelago indo-malese, Filippine, Nuova Guinea, Australia, Nuova Caledonia, isole del Pacifico sud-occidentale e Nuova Zelanda).
In Europa e quindi in Italia sono presenti solo poche specie dei generi Liparis e Malaxis; prediligono zone umide e in Italia vivono in prevalenza sull'arco alpino (zone orientali).

## Tassonomia
Comprende le seguenti sottotribù e generi:
Sottotribù Dendrobiinae
- Bulbophyllum Thouars, 1822 (2.094 spp.)
- Dendrobium Sw., 1799 (1.556 spp.)

Sottotribù Malaxidinae
- Alatiliparis Marg. & Szlach., 2001 (5 spp.)
- Crepidium Blume, 1825 (292 spp.)
- Crossoglossa Dressler & Dodson, 1993 (49 spp.)
- Crossoliparis Marg. (1 sp.)
- Dienia Lindl., 1824 (6 spp.)
- Hammarbya Kuntze, 1891 (1 sp.)
- Hippeophyllum Schltr., 1905 (10 spp.)
- Liparis Rich., 1817 (436 spp.)
- Malaxis Sol. ex Sw., 1788 (163 spp.)
- Oberonia Lindl., 1830 (278 spp.)
- Oberonioides Szlach., 1995 (2 spp.)
- Orestias Ridl., 1887 (4 spp.)
- Stichorkis Thouars, 1822 (21 spp.)
- Tamayorkis Szlach. (4 spp.)